# Gelenkblume
Die Gelenkblume (Physostegia virginiana) oder auch Etagenerika ist eine Pflanzenart aus der Gattung der Gelenkblumen (Physostegia) in der Familie der Lippenblütler (Lamiaceae).

## Merkmale
Die Gelenkblume ist eine ausdauernde krautige Pflanze, die Wuchshöhen von 30 bis 150 Zentimeter erreicht. Sie bildet ein Rhizom aus. Die Blätter sind länglich oder lanzettlich und gesägt. Die Krone ist purpurn, rosa, weinrot oder weiß gefärbt. Das Ungewöhnliche an den Blüten dieser Pflanzenart ist, dass sie aufgeblüht sich in einem gewissen Maße seitwärts auslenken lassen und dann in der neuen Ausrichtung verharren. Von daher auch die deutschsprachige Namensgebung.
Die Blütezeit reicht von Juli bis September.
Die Chromosomenzahl beträgt 2n = 38.

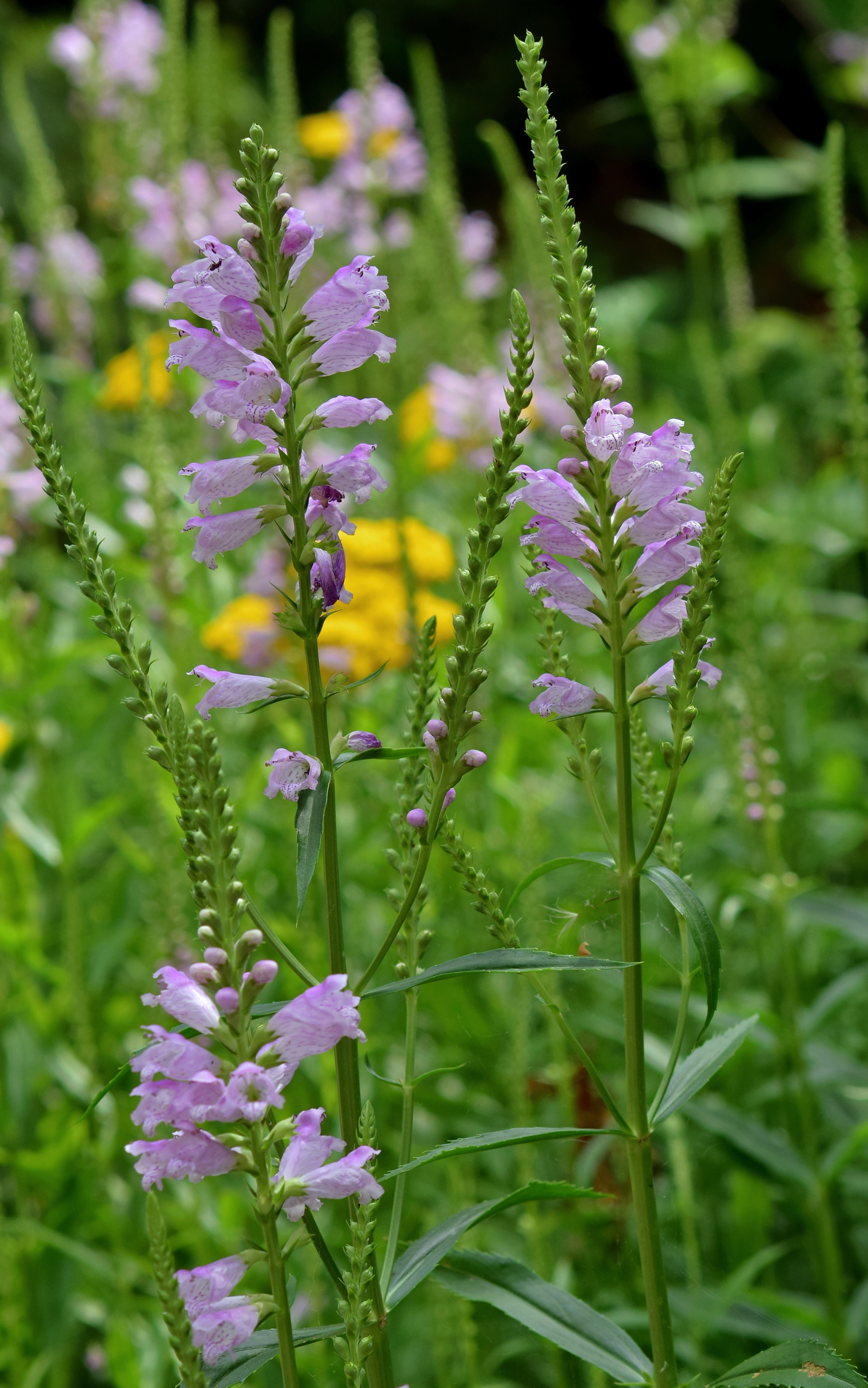
Gelenkblume (Physostegia virginiana)

## Vorkommen
Die Gelenkblume kommt im östlichen Nordamerika an Flussufern, in feuchten Gebüschen und auf Wiesen vor.

## Systematik
Physostegia virginiana wurde von Carl von Linné in Species Plantarum, Band 2, Seite 594 unter dem Basionym Dracocephalum virginianum erstbeschrieben. Weitere Synonyme sind Dracocephalum speciosum Sweet, Physostegia speciosa (Sweet) Sweet und Physostegia virginiana var. speciosa (Sweet) A.Gray.
Man kann zwei Unterarten unterscheiden:
- Physostegia virginiana subsp. praemorsa (Shinners) P.D.Cantino (Syn.: Physostegia praemorsa Shinners): Sie kommt von den zentralen und östlichen Vereinigten Staaten bis ins nordöstliche Mexiko vor.[5]
- Physostegia virginiana subsp. virginiana: Sie kommt von Kanada bis zu den zentralen und östlichen Vereinigten Staaten vor.[5]

## Nutzung
Die Gelenkblume wird zerstreut als Zierpflanze für Staudenbeete und als Schnittblume genutzt. Sie benötigt einen sonnigen bis halbschattigen, feuchten Standort. Die Art ist seit spätestens 1683 in Kultur. Es gibt einige Sorten.